# Monheim am Rhein
Monheim am Rhein è una città di 41 913 abitanti della Renania Settentrionale-Vestfalia, in Germania.
Appartiene al distretto governativo (Regierungsbezirk) di Düsseldorf ed al circondario di Mettmann (targa ME).
Monheim am Rhein si fregia del titolo di "Media città di circondario" (Mittlere kreisangehörige Stadt).

## Geografia fisica
La città media si trova nel nord-ovest della regione storica della Renania, nel distretto governativo di Düsseldorf, tra le città di Düsseldorf e Leverkusen. La parrocchia cattolica di San Gereone e San Dionigi appartiene invece all'arcidiocesi di Colonia. Dall'altra parte del fiume Reno si trova l'antica fortificazione di Zons, raggiungibile solo in traghetto.

## Storia
Le origini del luogo risalgono al Medioevo. Un documento dell'anno 1157 menziona un "willehelm de munheym" (Guglielmo di Monheim), che aveva accettato uno scambio di terre con il capitolo della chiesa di San Gereone a Colonia. Nel 1257 viene menzionata una dogana, nel 1262 un birrificio. Nel 1307 è documentato un mercato. Nell'antichità il paesaggio urbano era molto più influenzato dal Reno di oggi. Fino alla costruzione dell'argine nel 1929, il corso del fiume cambiò ripetutamente, portando a conseguenze catastrofiche. Dopo l'enorme alluvione del XIV secolo l'antica castra romana di Haus Bürgel non si trova più sulla sponda sinistra del Reno, bensì su quella destra.
I conti (dal 1380: duchi) di Berg furono per secoli sovrani di Monheim. A partire dal 1250 circa i conti divisero il loro territorio in otto distretti giudiziari (al plurale Ämter, al singolare Amt); uno di questi era l'Amt di Monheim. Nel 1363 il suo Amt comprendeva, oltre a Monheim e Baumberg, le attuali località di Hitdorf, Rheindorf, Reusrath, Richrath, Urdenbach, Benrath, Himmelgeist, Itter, Holthausen, Wersten, Bilk e Hamm. Tra il 1390 e il 1408 Monheim fu elevata al rango di "città libera", cioè di città che si governa da sola, da qui il nome "Alte Freiheit" ("Antica Libertà"), oggi di uso comune. La sua elevazione al rango di "città libera" è probabilmente dovuta alla posizione strategica di Monheim: si trovava tra le zone controllate dai duchi di Berg e dagli arcivescovi di Colonia, una zona piena di conflitti. Nel 1275 Monheim era stata fortificata dal conte Adolfo V in reazione alla fortificazione di Worringen da parte dell'arcivescovo. Solo pochi anni dopo, sotto la pressione del suo rivale a Colonia, Adolf V dovette demolire nuovamente le fortificazioni di Monheim. Nel 1415 Adolfo VII costruì una seconda fortificazione a Monheim; Questa sopravvisse solo per due anni. L'ultima fortificazione fu costruita nel 1423. La "Torre dei Bricconi" (Schelmenturm) ne è ancora oggi testimonianza.
Dopo che Napoleone fondò la Confederazione del Reno nel 1806, l'Amt di Monheim fu sciolto. Insieme a Baumberg, Hitdorf e Rheindorf, Monheim divenne la municipalità del Granducato di Berg fondato sotto il dominio napoleonico. Monheim è diventata una comunità gestita da un sindaco. Dopo l'annessione della Renania al Regno di Prussia da parte del Congresso di Vienna nel 1815, il sindaco di questi comuni fu mantenuto. Nel 1951 Monheim e Baumberg furono fusi in un unico comune; Nel 1960 si unì anche Hitdorf, che dal 1857 aveva il proprio titolo di città. Nello stesso anno il nuovo grande comune con circa 13.000 abitanti ricevette il titolo di città. Lo stemma comunale di Monheim, introdotto nel 1939, divenne successivamente lo stemma della città. Gli anni ’60 videro una rapida crescita della popolazione. Nuovi insediamenti per migliaia di famiglie furono costruiti a Monheim Sud e Baumberg Est.
Alla fine del 1974 a Monheim vivevano circa 44.000 persone. A questo punto sembrava che la storia di Monheim fosse giunta al termine, perché il parlamento regionale della Renania Settentrionale-Vestfalia decise di dividere la città. Nell'ambito della riorganizzazione dei comuni Monheim e Baumberg furono incorporati a Düsseldorf e Hitdorf a Leverkusen. Dopo una causa vinta davanti alla Corte costituzionale dello stato federato della Renania Settentrionale-Vestfalia a Münster, il 1º luglio 1976 il parlamento regionale decise di rendere nuovamente indipendenti Monheim e Baumberg. La città appena formata fu integrata nel circondario di Mettmann.

## Monumenti e luoghi d'interesse

### L'antica castra romana di Haus Bürgel
Questo sito archeologico si trova al confine tra Baumberg e Düsseldorf in un'area paesaggistica protetta denominata "Urdenbacher Kämpe", una pianura alluvionale del Reno. La fonte più antica del 1019 afferma che il "Castrum in Burgela" fu costruito nel IV secolo come parte delle difese romane contro i Franchi. Alcuni resti delle mura romane sono ancora visibili, sebbene il sito sia stato convertito in un maniero franco più grande. Il sito è ora utilizzato come museo e stazione di ricerca e informazione biologico-ecologica.

### Friedenskirche (Chiesa della Pace)
La Chiesa protestante della pace è stata inaugurata nel quartiere Baumberg nel 1971. L'imponente edificio in cemento è un eccellente esempio dello stile architettonico brutalista ed è stato progettato dall'architetto svizzero Walter Maria Förderer. L'altare e il fonte battesimale sono opera dell'artista di Baumberg Hans Schweizer (1925–2005).

### Monumento commemorativo per il parroco Franz Boehm
Il prete cattolico Franz Boehm (1880-1945), divenuto parroco di St. Gereon nel 1938, fu un predicatore contro il regime nazista. Morì nel 1945 nel campo di concentramento di Dachau. Un busto in bronzo a grandezza naturale è stato eretto in suo onore nel 2020 per commemorare il 140º anniversario della sua nascita. Dietro il busto a grandezza naturale si trovano due pannelli di 4,2 x 2,25 metri ciascuno, disegnati da Thomas Kesseler con la tecnica della serigrafia (silkscreen technique).

### Schelmenturm (Torre dei Bricconi)
La torre "Schelmenturm" alta 26 metri è il simbolo di Monheim. Fu costruita intorno al 1425 e costituiva la porta orientale della città delle antiche fortificazioni dei conti di Berg. Nei secoli XVI e XVII servì come prigione cittadina. La torre è stata ristrutturata nel 1972 e da allora è stata utilizzata come luogo di incontro culturale. Si tengono concerti e si espongono opere d'arte. Anche l'ufficiale dello stato civile (Standesbeamte) celebra qui i matrimoni.

## Amministrazione

### Sindaci dal 1976
Dopo aver riconquistato i diritti di città nel 1976, Monheim ha avuto i seguenti sindaci:
| Periodo         | Periodo         | Primo cittadino     | Partito | Carica  | Note                              |
| --------------- | --------------- | ------------------- | ------- | ------- | --------------------------------- |
| 21 ottobre 1976 | 15 aprile 1997  | Ingeborg Friebe     | SPD     | Sindaco | Fonte: Lessico della città        |
| 15 aprile 1997  | 1 ottobre 1999  | Hans-Dieter Kursawe | SPD     | Sindaco | Fonte: Cronaca cittadina del 1997 |
| 1 ottobre 1999  | 27 ottobre 2009 | Thomas Dünchheim    | CDU     | Sindaco | Fonte: Cronaca cittadina del 1999 |
| 27 ottobre 2009 | in carica       | Daniel Zimmermann   | PETO    | Sindaco | Fonte: Cronaca cittadina del 2009 |

### Gemellaggi
Monheim am Rhein è gemellata con:
- Wiener Neustadt, dal 1971
- Tirat Carmel, dal 1989
- Delitzsch, dal 1990
- Bourg-la-Reine, dal 2000
- Malbork, dal 2005
- Ataşehir, dal 2015